# Preso al laccio
Preso al laccio (titolo originale Roped) è un film del 1919 diretto da John Ford. Il film è considerato perduto. Si tratta di uno degli almeno 25 film in cui il regista John Ford e l'attore Harry Carey hanno collaborato, tra il 1917 e il 1921. Ford vedeva Carry come un mentore e lavorarono insieme alla sceneggiatura di molti dei loro film.
Durante queste collaborazioni, Carey realizzò più film di Ford. Nel 1919, l'anno in cui uscì Preso al laccio, Ford guadagnava 300 dollari a settimana mentre Carey ne guadagnava 1.250. Questa differenza di retribuzione portò a tensioni tra i due.

## Trama
Cheyenne Harry è il proprietario di un grosso ranch. Dopo che i suoi cowboy hanno pubblicato un annuncio sul giornale cercando di trovargli una moglie, Harry sposa Aileen Judson-Brown. Un anno dopo il loro matrimonio, Aileen dà alla luce il loro primo figlio. La madre di Aileen, la Sig.ra. Judson-Brown, cerca di fare di tutto ciò che è in suo potere per rompere il matrimonio in modo che sua figlia possa sposare il più facoltoso Ferdie Van Duzen. Per costringere la figlia le sottrae il bambino e dice a Harry che Aileen non lo ama più e il loro bambino è morto. Con il cuore spezzato, Harry si trasferisce a ovest.
Harry riceve notizie dal maggiordomo della Judson-Brown che il suo bambino è ancora vivo. Harry trova suo figlio e Aileen gli confessa il suo vero amore. Il film si conclude con la famiglia riunita che si dirige verso l'Ovest, lasciandosi alle spalle l'odiosa suocera di Harry.